# 아리아나 사예드
아리아나 사예드(1985년 ~ , 파슈토어: آريانا سعيد, 다리어: آريانا سعيد)는 아프가니스탄의 가수이자 작곡가, 텔레비전 스타이다. 사예드는 주로 다리어로 노래를 부르지만 파슈토어로 된 노래도 많은 편이며 영국 시민권자로서 영어도 유창하게 구사한다.
아리아나 사예드는 아프가니스탄의 가장 유명한 뮤지컬 아티스트 가운데 한 사람으로 여겨지며 아프가니스탄 내외에서 정기적으로 콘서트와 자선 축제에서 공연을 가졌다. 사예드는 또한 아프가니스탄의 1TV와 TOLO 네트워크에서 방송된 텔레비전 음악 프로그램을 진행하기도 했다.

## 생애 초반과 교육
아리아나 사예드는 1985년에 아프가니스탄의 수도인 카불에서 파슈토어를 구사하는 아버지와 다리어를 구사하는 어머니의 딸로 태어났다. 사예드의 부모는 사예드가 8세였던 때에 아프가니스탄을 떠나 파키스탄 페샤와르에서 살았고 스위스, 영국 런던에 잠시 정착했다. 아리아나 사예드는 12세 시절에 합창단과 함께 공연하는 음악 학교 입학을 허가받았다. 사예드는 아프가니스탄 현지 언론과의 인터뷰에서 "제가 자라서 무엇이 되고 싶은지 확실히 깨닫게 해주었습니다."라고 전했다.

## 음악인 활동

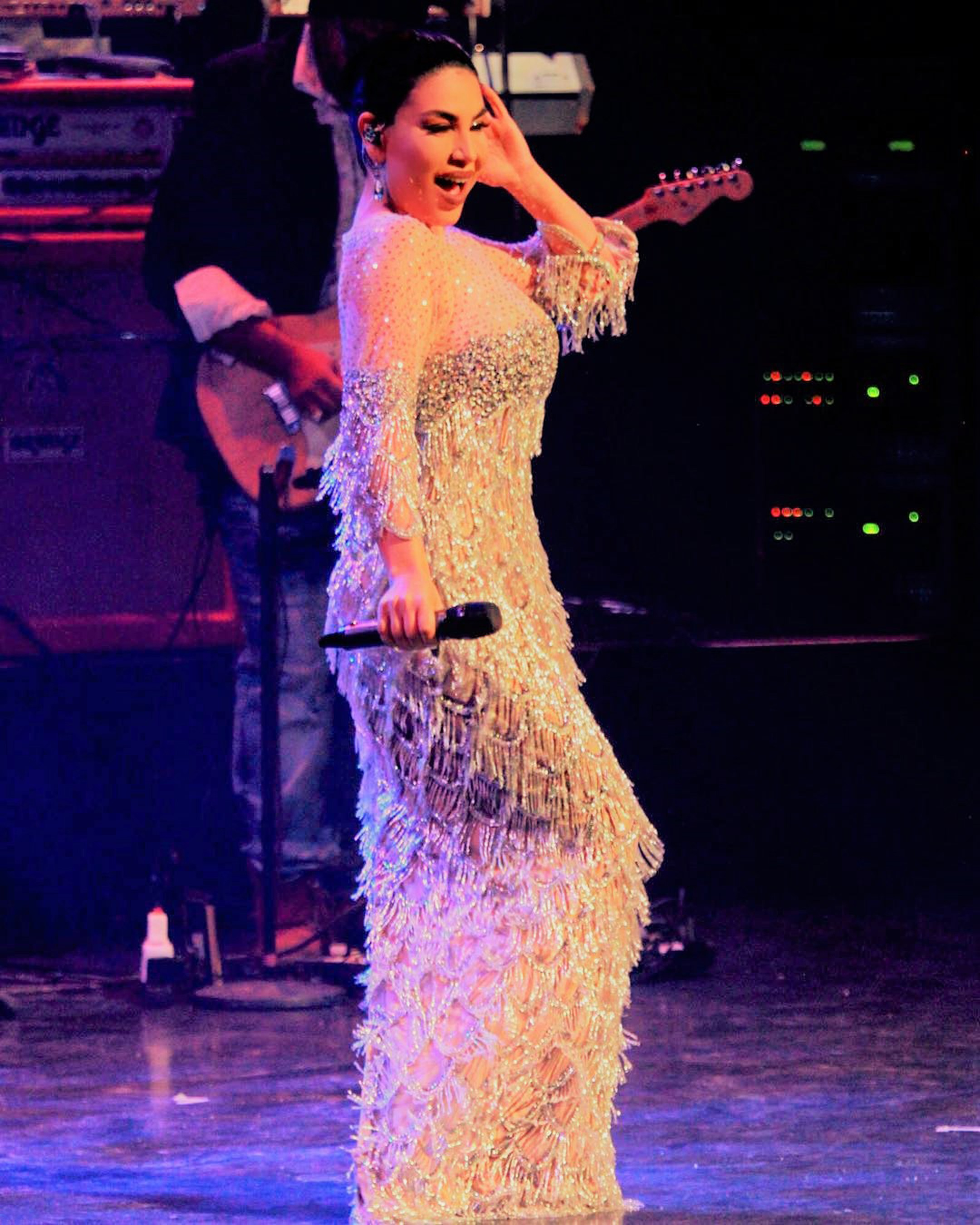
2019년 1월에 캐나다 몬트리올에서 라이브 공연을 가진 아리아나 사예드

아리아나 사예드가 2008년에 출시한 첫 싱글은 〈MashAllah〉(매시알라)였다. 하지만 음악인 경력의 전환점은 2011년에 노래 〈Afghan Pesarak〉(아프간 페사라크)를 발표한 이후였다. 아리아나 사예드는 아프가니스탄 밖에 거주하는 많은 아프간인 가정에서 이름을 널리 알렸으며 전 세계의 많은 콘서트에서 공연을 요청받았다.
갑작스러운 성공이 절정에 달하면서 아리아나 사예드는 자신의 연약한 조국에서 콘서트를 열기로 결정했다. 사예드는 아프가니스탄의 오래된 구전가요인 〈굴레 세브〉(Gule Seb)를 부르면서 유명해졌다. 사예드가 다음 곡인 〈딜람 탕 아스트〉(Dilam Tang Ast)의 뮤직비디오를 촬영했을 때에는 아프가니스탄에서의 초창기 시절이었다. 이 노래의 성공은 아리아나 텔레비전 어워드에서 아프가니스탄 내에서 촬영된 최고의 노래상을 수상하는 결과를 가져왔다. 또한 아프가니스탄의 주요 텔레비전 엔터테인먼트 채널의 프로그램 진행자로서의 새로운 경력을 낳았다. 사예드의 다음 곡인 〈하이라남〉(Hairanam)은 어느 정도 잘했다는 평가를 받았다.
아리아나 사예드의 다음 성공작인 〈젤와〉(Jelwa)는 아프가니스탄 음악 산업의 선두 가운데 한 사람인 자위드 샤리프와의 콜라보레이션이었다. 이는 첫 성공작인 〈비야 비야〉(Biya Biya)에 이은 2번째 성공작이었다. 사예드는 아프가니스탄의 스포츠 예술을 장려하기 위해 경쾌한 민족주의 노래를 불렀다. 몇몇 가수들이 〈아프가니스탄 아프가니스탄〉(Afghanistan Afghanistan)이라는 노래를 만들기 위해 계약을 체결했다. 아리아나 사예드의 노래 〈바노 에 아타시 나신〉(Banoo e Atash Nasheen)은 수년 동안 전쟁과 학대로 인한 고통을 겼은 아프가니스탄의 여성들을 묘사하여 음악 평론가들로부터 큰 찬사를 받았는데 대형 오케스트라가 이 노래의 음악에 기여했다. 사예드는 노래가 발표된 이후에 영국 방송 협회(BBC)로부터 이 노래의 배경과 의미를 설명하기 위한 인터뷰를 요청받았다. 사예드의 다음 히트곡은 아프가니스탄의 음악 차트 1위에 다시 올려놓은 〈아나람 아나람〉(Anaram Anaram)이었다.
아리아나 사예드는 2017년에 아프가니스탄 아이콘상을 수상했고 2017년 아프가니스탄 최고의 여성 아티스트로 선정되었다. 또한 아프가니스탄 국영 텔레비전 라디오 네트워크로부터 "아프가니스탄의 목소리"라는 칭호를 받았으며 2017년 올해의 노래상, 올해의 비디오상, 용맹상을 수상했다.

## 텔레비전 활동
아리아나 사예드가 아프가니스탄의 대표적인 엔터테인먼트 채널 가운데 하나인 1TV와의 계약이 성사되기까지는 그리 오래 걸리지 않았다. 사예드가 출연한 음악 프로그램인 《음악의 밤》(Shab-e Mosiqi)은 사예드가 공연하고 다른 예술가들을 인터뷰하는 것을 포함했다. 사예드의 음악 프로그램은 성공적이었고 아리아나는 1번째 시즌이 끝난 이후에 런던으로 돌아갔다.
아리아나 사예드는 2013년에 TOLO 텔레비전과의 계약을 통해 음악 경연 프로그램인 《더 보이스 오브 아프가니스탄》(The Voice of Afghanistan, 《더 보이스》의 아프가니스탄 버전)의 심사위원으로 출연했다. 사예드는 텔레비전 방송국과 협업을 계속했고 나중에 아프가니스탄의 노래 경연 프로그램인 《아프간 스타》(Afghan Star)에서 심사위원을 맡았다.

## 활동가
아리아나 사예드는 아프가니스탄의 여권운동가인 랄레 오스마니가 이끄는 #WhereIsMyName(#내_이름은_어디에) 캠페인의 지지자였는데 이는 여성의 이름이 신분증에 포함될 수 있도록 아프가니스탄의 법률에 변화를 가져왔다.
아리아나 사예드는 아프가니스탄에 대한 애국심, 인도에 대한 애정을 표현했는데 인도가 "아프가니스탄에 대한 진정한 친구"라고 밝혔다.
아리아나 사예드는 프랑스 파리에서 열린 유네스코 창설 75주년 기념식에서 아프가니스탄 대표로 참석하여 여러 나라의 지도자들이 참석한 가운데 공연을 가졌다. 사예드는 자신의 공연을 아프가니스탄과 집을 잃고 다른 나라에서 망명 생활을 하고 있는 모든 사람들에게 바쳤다.

## 사생활
아리아나 사예드는 2018년에 자신의 매니저인 하시브 사예드와 약혼했다. 아리아나 사예드의 조카인 나디아 나딤은 2009년부터 현재까지 덴마크 여자 축구 국가대표팀의 선수로 활약하고 있다.
2021년 8월에 탈레반이 카불을 함락하면서 아리아나 사예드는 탈레반이 장악하고 있던 검문소 5곳을 통과했고 약혼자와 함께 미국 군용기를 타고 카타르 도하로 탈출한 다음에 튀르키예 이스탄불로 자리를 옮겼다. 사예드는 아프가니스탄을 탈출한 사실 자체가 기적이라고 전했다. 2021년 8월 25일에는 사예드가 미국 캘리포니아주 로스앤젤레스에 거주하고 있다는 보도가 전해졌다.